# Frémito
El frémito o thrill es una vibración palpable de la pared torácica procedente del corazón, consecuencia del paso de la sangre de régimen laminar a turbulento. Es un fenómeno cardíaco que se aprecia en la palpación cardíaca. Se podría describir como la sensación de roce que percibe la mano que es comparable con el ronroneo de un gato y que tiene siempre significación patológica. Se percibe mucho mejor con el tórax en espiración forzada. Es posible detectarlo en la estenosis aórtica, al salir la sangre en forma de "chorro" a través de una pequeña apertura fibrosa de la válvula y chocar posteriormente contra las paredes del vaso, a alta velocidad, provocando la vibración que se detecta.

## Clases de frémito
Puede ser:
- Frémito sistólico: Ocurre en la sístole. Que según el foco en el que se percibe es indicativo de una estenosis aórtica o pulmonar. Se asocia con la comunicación interventricular (CIV) la cual es la malformación congénita cardiovascular más frecuente.
- Frémito presistólico: Presistólico no es lo mismo a Diastólico, cabe destacar. Se percibe en focos de la punta y es indicativo de estenosis mitral o tricuspídea.
- Frémito continuo: Ocurre abarcando tanto la sístole como la diástole. Se percibe mejor a nivel del foco pulmonar e indica una persistencia de la comunicación interauricular.

- Datos: Q5869963